# Siavash Shahshahani
Siavash Mirshams Shahshahani (em persa: سیاوش میرشمس شهشهانی; 1942) é um matemático iraniano.
É professor de matemática e chefe do Departamento de Ciências Matemáticas da Universidade Tecnológica de Sharif. 

## Educação
PhD em 1969 pela Universidade da Califórnia em Berkeley, orientado por Stephen Smale, com a tese Global Theory of Second Order Ordinary Differential Equations on Manifolds.